# Aave
Aave ist ein dezentrales Finanzprotokoll (DeFi), das die Vergabe und Aufnahme von Kryptowährungen ohne zwischengeschaltete Finanzinstitutionen ermöglicht. Nutzer können Vermögenswerte in sogenannte Liquiditätspools einzahlen und im Gegenzug Zinsen erhalten oder diese Pools nutzen, um Kredite aufzunehmen. Aave ist auf der Ethereum-Blockchain entstanden und gilt als eines der bedeutendsten DeFi-Projekte.

## Geschichte
Aave wurde 2017 unter dem Namen ETHLend von Stani Kulechov, einem finnischen Juristen, gegründet. Ursprünglich basierte das Projekt auf einem Peer-to-Peer-Kreditmodell. Im Januar 2020 wurde das Protokoll unter dem neuen Namen Aave (finnisch für „Geist“) mit einem Liquiditätspool-Modell neu gestartet. Der zugehörige Governance-Token trägt den gleichen Namen (AAVE) und ermöglicht es Inhabern, über Protokolländerungen abzustimmen.

## Funktionsweise
Aave ermöglicht sogenannte Krypto-Kreditvergabe und -aufnahme, ohne dass Nutzer eine zentrale Instanz durchlaufen müssen. Nutzer können verschiedene Kryptowährungen – darunter Ether, USDC oder DAI – in Pools einzahlen. Diese Mittel werden für die Vergabe von Krediten genutzt. Im Gegenzug erhalten Einleger variable Zinserträge. Kreditnehmer müssen Sicherheiten hinterlegen, die den Wert des Kredits übersteigen.
Ein zentrales Merkmal von Aave ist die Möglichkeit, zwischen variablen und stabilen Zinssätzen zu wählen. Darüber hinaus unterstützt das Protokoll auch Flash Loans – Kredite, die innerhalb eines Blocks aufgenommen und zurückgezahlt werden müssen und daher nur für erfahrene Entwickler geeignet sind.

## GHO-Stablecoin
Im Jahr 2023 kündigte Aave die Einführung eines eigenen dezentralen Stablecoins mit dem Namen GHO an. Dieser ist durch Sicherheiten gedeckt, die im Aave-Protokoll hinterlegt werden, und soll die Funktionalität des Netzwerks erweitern.

## Governance
Aave ist ein Open-Source-Projekt, das durch eine dezentrale Community von AAVE-Token-Inhabern verwaltet wird. Über eine sogenannte DAO (Decentralized Autonomous Organization) können Änderungen am Protokoll beschlossen werden. Dazu zählen etwa die Zulassung neuer Vermögenswerte oder Änderungen an Risikoparametern.

## Bedeutung im DeFi-Sektor
Aave zählt zu den bekanntesten Kreditprotokollen im Bereich der dezentralen Finanzmärkte (DeFi). Es wird regelmäßig in Branchenanalysen als eine der Plattformen mit hohem Gesamtwert der hinterlegten Vermögenswerte (Total Value Locked, TVL) aufgeführt. Neben Aave existieren weitere Kreditprotokolle mit ähnlicher Funktionalität, darunter Compound und Spark Protocol.